# Deonise Fachinello
Deonise Fachinello Cavaleiro (Santa Rosa, 20 de junho de 1983) é uma handebolista brasileira que atua como armadora na seleção brasileira de handebol feminino.

## Trajetória desportiva
Com ascendentes alemães e italianos, aos dois anos, mudou-se com a família para Ivaí, no Paraná e, aos nove anos, começou a jogar handebol pois o conheceu jogando na escola. 
Entre os anos de 2006 e 2007 defendeu o León Balonmano da Espanha. Em 2008 atuou no Itxako Reyno de Navarra, também da Espanha, e foi eleita a revelação da Liga Espanhola 2006/2007.
Participou da conquista das medalhas de ouro nos Jogos Pan-Americanos de 2007 no Rio de Janeiro, nos Jogos Pan-Americanos de 2011 em Guadalajara (México), nos Jogos Pan-Americanos de 2015 em Toronto (Canadá) e nos Jogos Pan-Americanos de 2019 em Lima (Peru).
Integrou a seleção brasileira nos Jogos Olímpicos de 2008 em Pequim, obtendo a nona colocação. Nesse período, escrevia um blogue no UOL.
Nos Jogos Olímpicos de 2012, em Londres, novamente integrou a seleção brasileira de handebol.
Participou dos Jogos Olímpicos de 2016 no Rio de Janeiro.
Integrou a equipe campeã mundial na Sérvia, em 2013.
Jogou na equipe Hypo Niederösterreich, da Áustria.
Hoje em dia está aposentada.